# Museo Fortín Cuatreros
El Museo Fortín Cuatreros  se encuentra ubicado en la esq. de Alvarado y Avda. Plácida Pernici de la Ciudad de General Daniel Cerri, en la Provincia de Buenos Aires, República Argentina. Depende del Instituto Cultural de la ciudad de Bahía Blanca.  .

## Historia del Museo
Para proteger las estancias ubicada en la zona rural del Partido de Bahía Blanca se construían las casas azoteas o casa Fortín, las mismas eran de una construcción más económica y funcionaban como unidades defensivas y de albergue a la peonada.

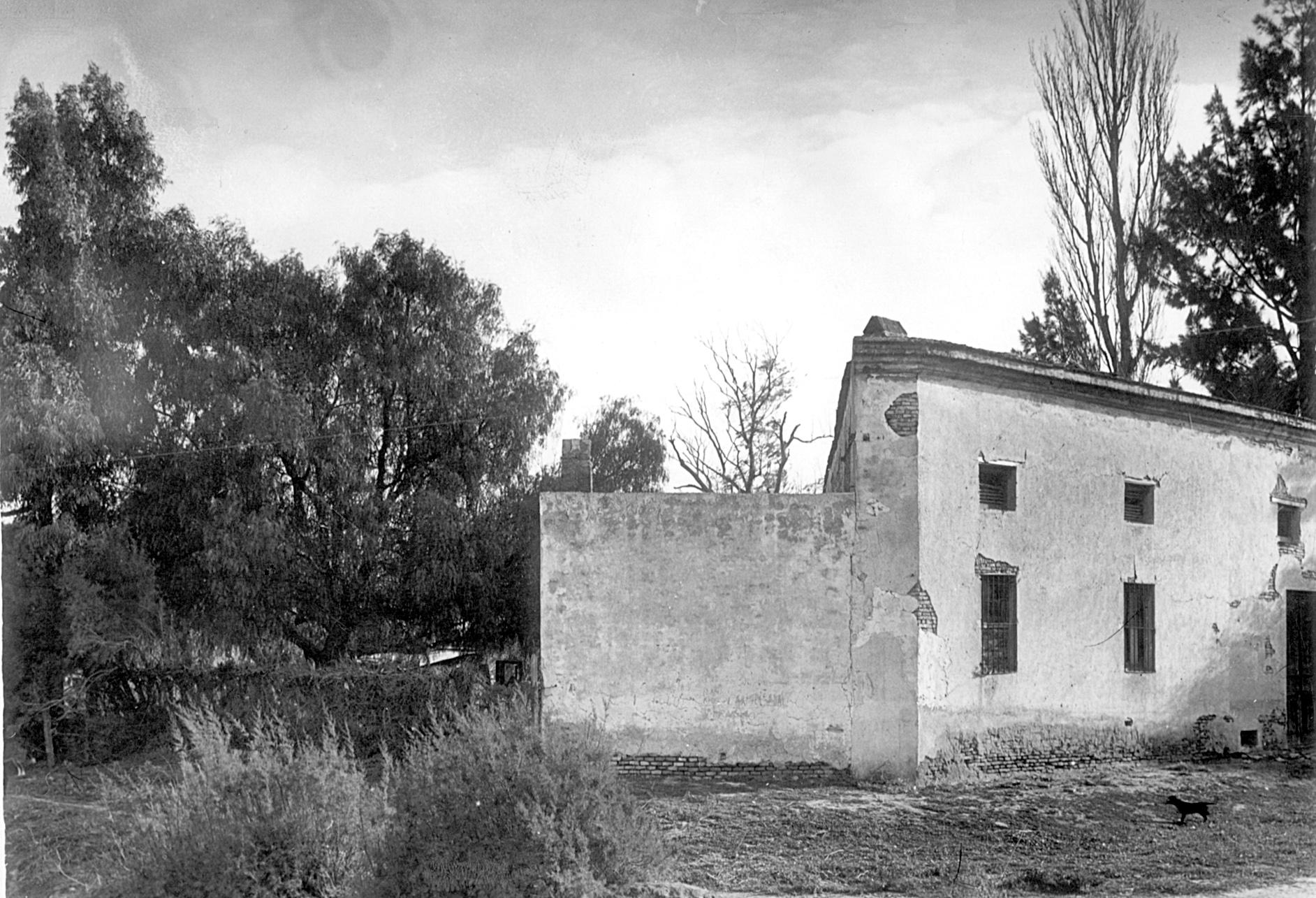
Antiguo edificio de la casa fortín en los años 1960

El antiguo edificio, que fue construido a finales de 1888, está ubicado en la estancia que perteneció en un primer momento a Ernesto Tornquist, luego se la vendió a la familia Sansinena y pasó a ser la “Estancia de Sansinena”. El 7 de junio de 1944, por decreto nº 14119 fue declarado Monumento Histórico Nacional.
En el año 1945, Guillermo Silvani adquirió en $ 17.000 la quinta de 7,5 hectáreas y el 3 de octubre de 1972 donó a la Municipalidad de Bahía Blanca el solar de 1950 metros cuadrados y el edificio de la casa fortín para que allí se construyera un museo.
De aquel año 1944 que fue declarado "histórico" poco y nada quedaba del fortín. "El tiempo se ha ensañado con sus muros", señaló un cronista del diario, dando cuenta de lo poco y nada que restaba de tan trascendente testimonio.
El edificio comenzó a reconstruirse en mayo de 1974. El trabajo fue realizado por el Ejército y la Municipalidad. El frigorífico CAP donó materiales, vecinos y fuerzas vivas aportaron lo suyo, se respetaron los sistemas constructivos de la época y el mangrullo devolvió su puesto de vigía al histórico lugar.
En 1981 se solicitó formar un museo en el viejo fortín, Víctor Puente, intendente de la ciudad de Bahía Blanca, lo concede mediante decreto N° 2260.
En 10 de septiembre de 1983 se inaugura el Museo. En 1997 por la Ley 11918 fue declarado Monumento Histórico Provincial.
En el mes de mayo del 2009 y para el 133° Aniversario de la ciudad, con el aporte de la Secretaria de Cultura y del personal de la Municipalidad, se renovaron todas sus instalaciones quedando así para ser incorporado en las próximas Noche de los Museos y visitado por todos los vecinos y establecimientos educacionales. El sábado 20 de marzo de 2010, se realizó la primera noche de los museos en el “Museo Fortín Cuatreros”.

### La espada del Gral. Daniel Cerri
El 13 de mayo de 1933, los hijos del General Daniel Cerri donaron al Museo Histórico local la espada y faja que usara su padre en el Ejército Argentino. En emotiva ceremonia, fue Eduardo Cerri, uno de los hijos, el encargado de entregar al intendente municipal Agustín de Arrieta dichos objetos
Al desprendernos de tan querida reliquia en nombre de mi familia, lo hacemos orgullosos porque sabemos que será bien guardada en esta casa y servirá de ejemplo a las generaciones presentes y futuras, afirmó.
Estas reliquias serán conservadas con amor, en recuerdo de quienes fundaron la ciudad y los hombres beneméritos como el General Daniel Cerri, manifestó Agustín de Arrieta.
Estos elementos, y otros no menos trascendentes, pueden verse actualmente en el museo de la ciudad de General Daniel Cerri.

## Sala de Exposición
1. Muestra Arqueológica.
2. Historia y Muestra de las pertenencias del Gral. Daniel Cerri.
3. Historia de Ranchos y Gauchos.
4. Historia y Muestras de Aborígenes; Fortineros; Gauchos; Pulpería.
5. Exposiciones y Muestras temporarias (altillo).
6. Muestra Siglo XX y Exposiciones Temporarias (salón de usos múltiples).
7. Carruajes, Festejos Tradicionales y Exposiciones Temporarias (al aire libre)

## Monumento Histórico
- En 1944 fue declarado Monumento Histórico Nacional por decreto nº 14119
- En 1997 fue declarado Monumento Histórico Provincial por Ley nº 11918

### Galería de Imágenes

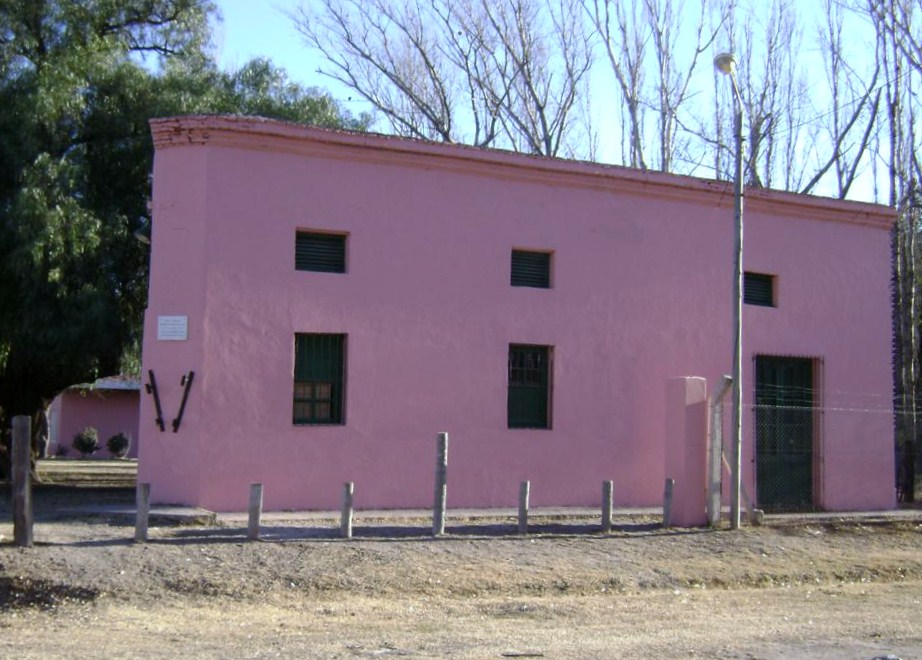
Museo Fortín Cuatreros vista del frente
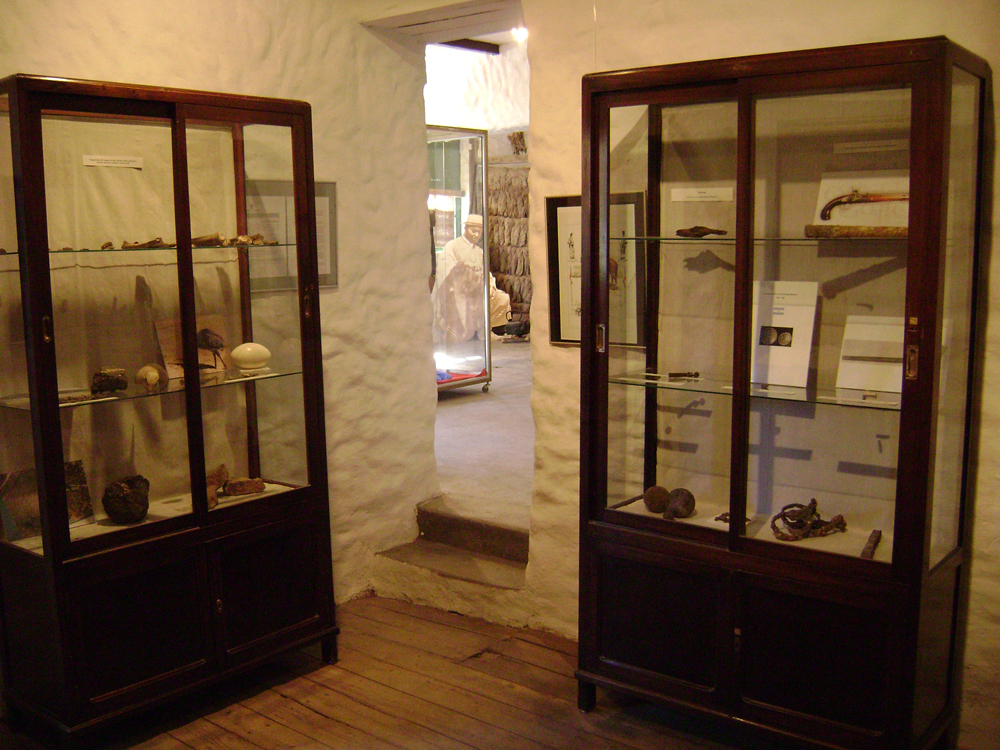
Sala de exposición N°1 (Arqueología).
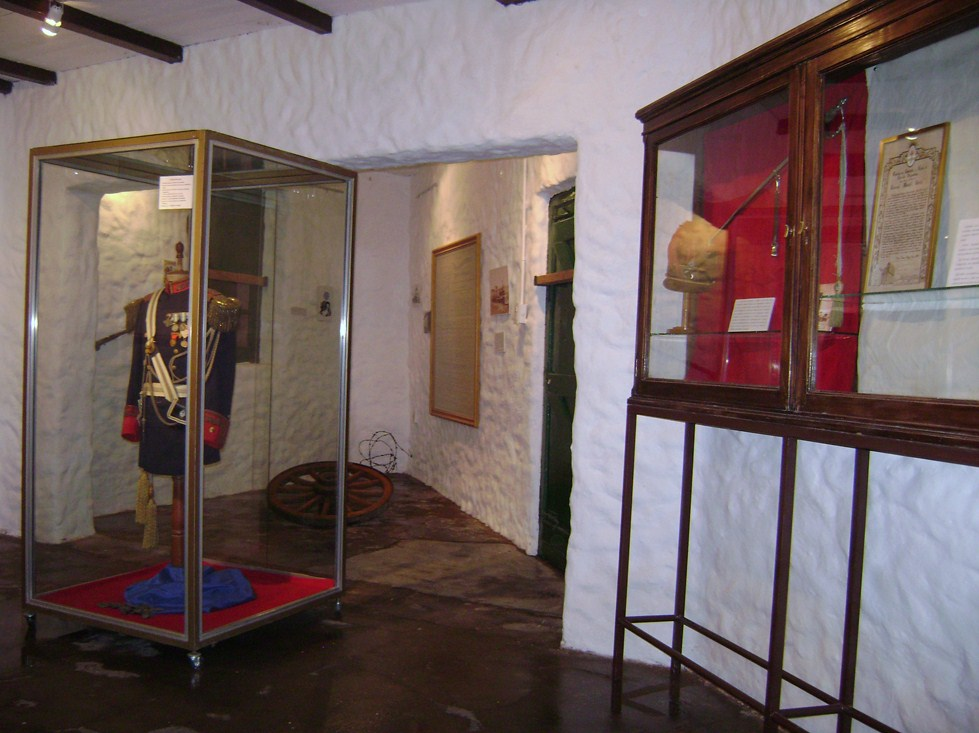
Sala de exposición N°2 (Pertenencias del Gral. Daniel Cerri).
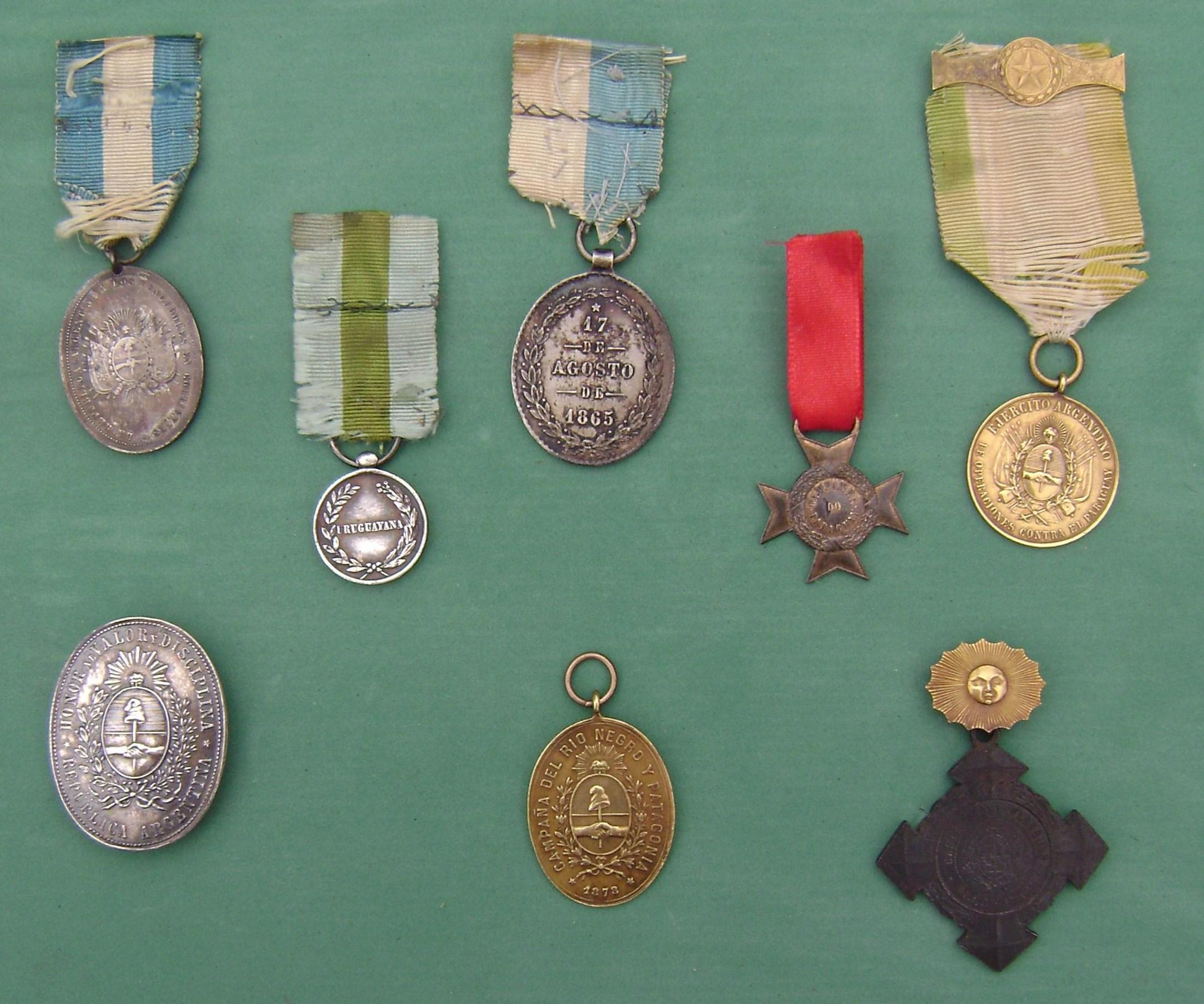
Sala de exposición N°2 (Pertenencias del Gral. Daniel Cerri).
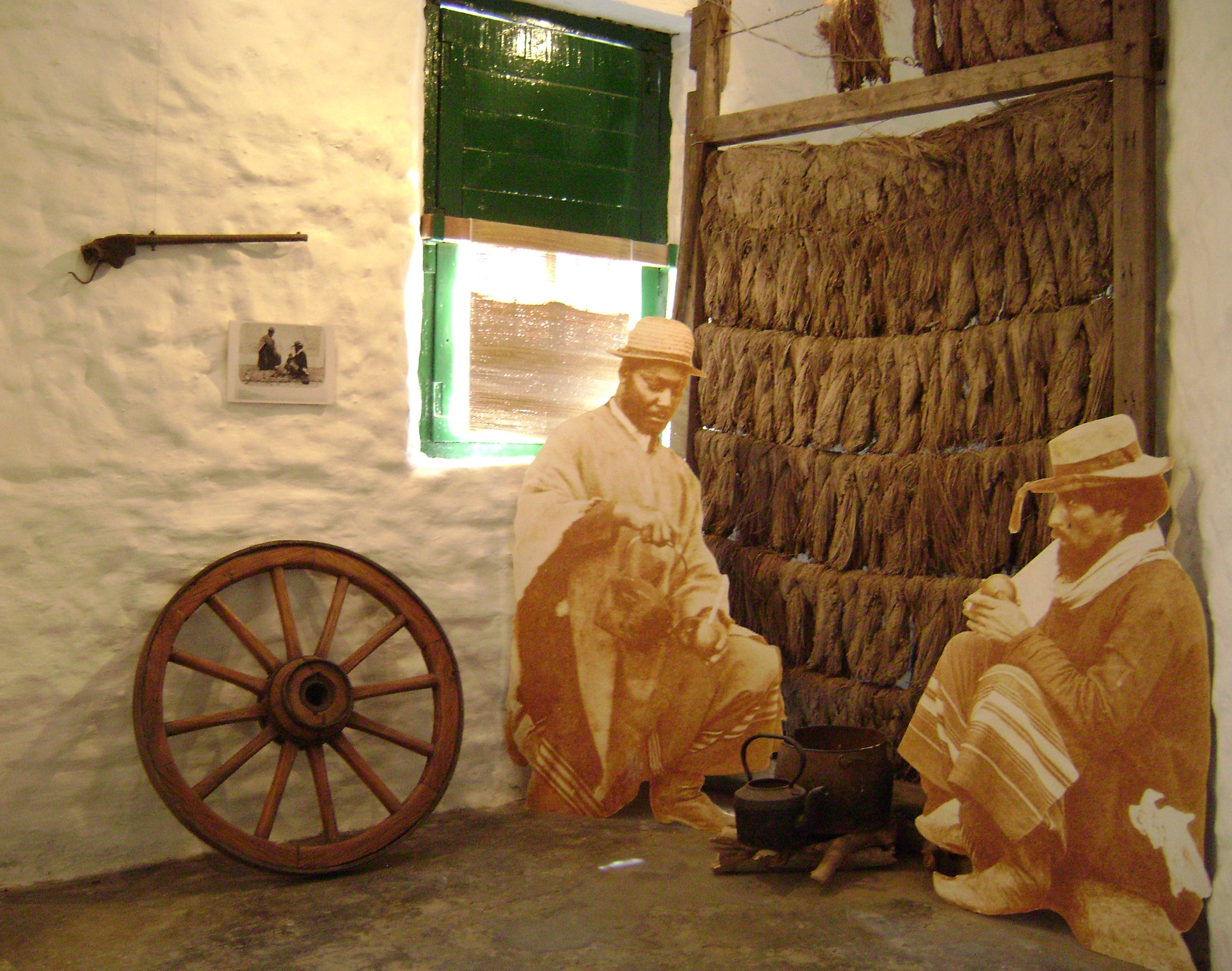
Sala de exposición N°3 (Rancho y Gauchos).
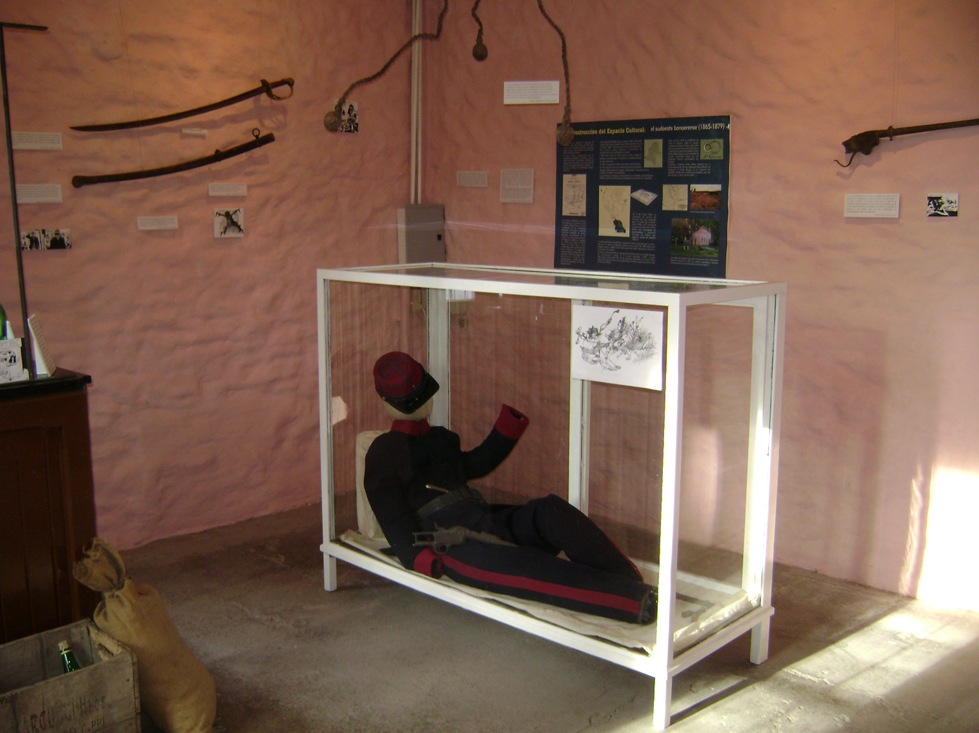
Sala de exposición N°4 (Fortineros).
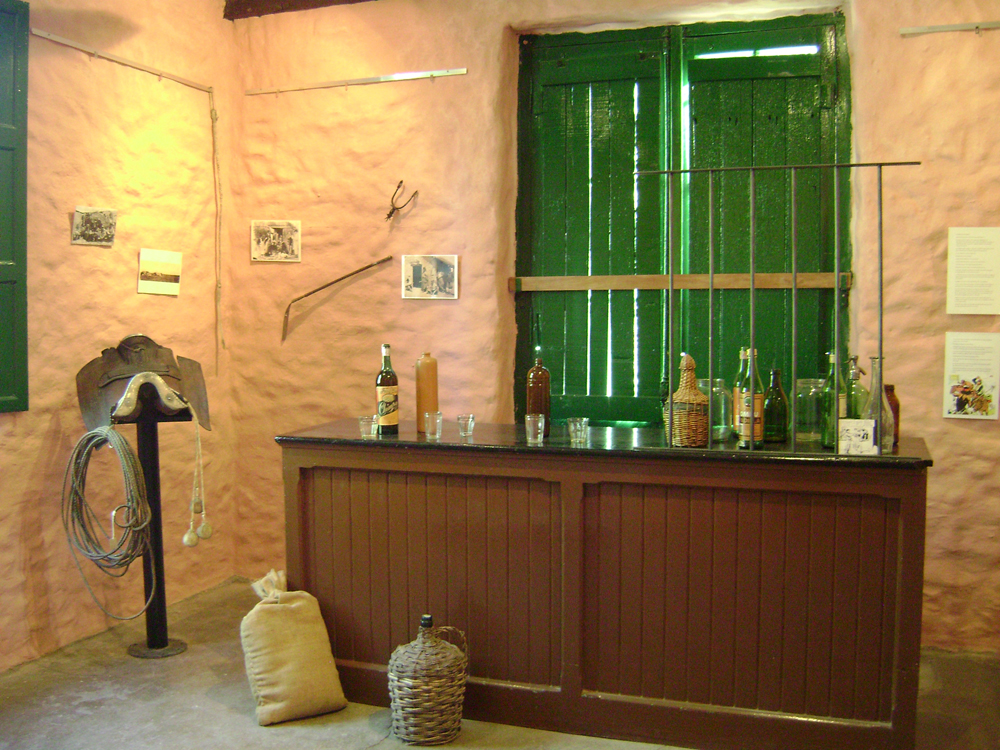
Sala de exposición N°4 (Pulpería).
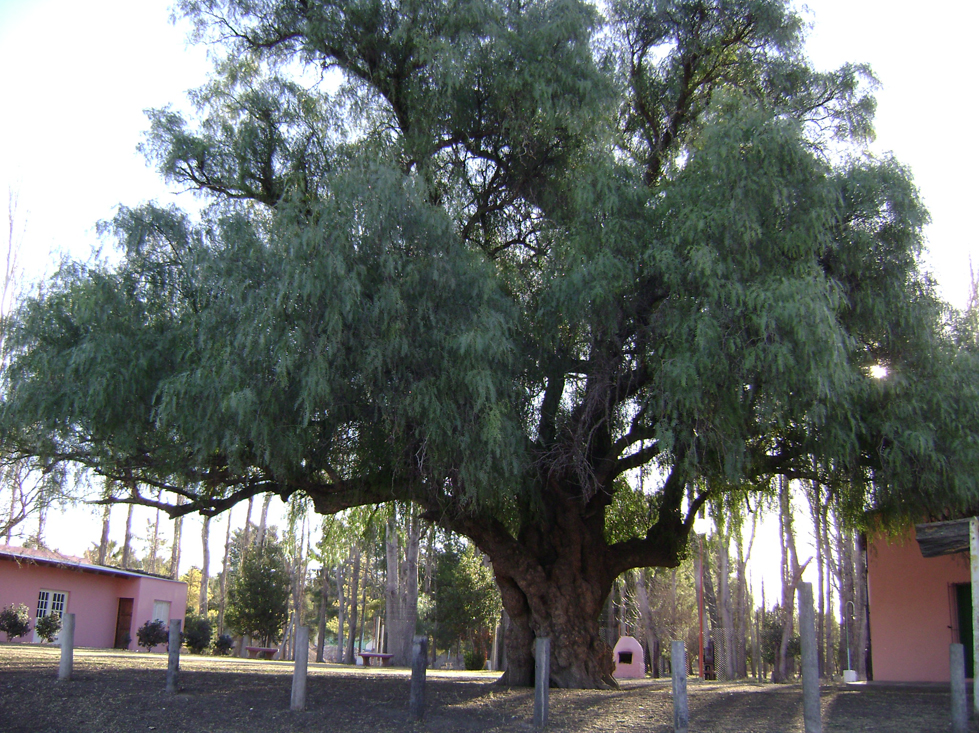
Sector N°7 (Patio aire libre).